# Tarpnowo
Tarpnowo est une localité polonaise de la gmina rurale et du powiat de Białogard en voïvodie de Poméranie-Occidentale. 

## Géographie

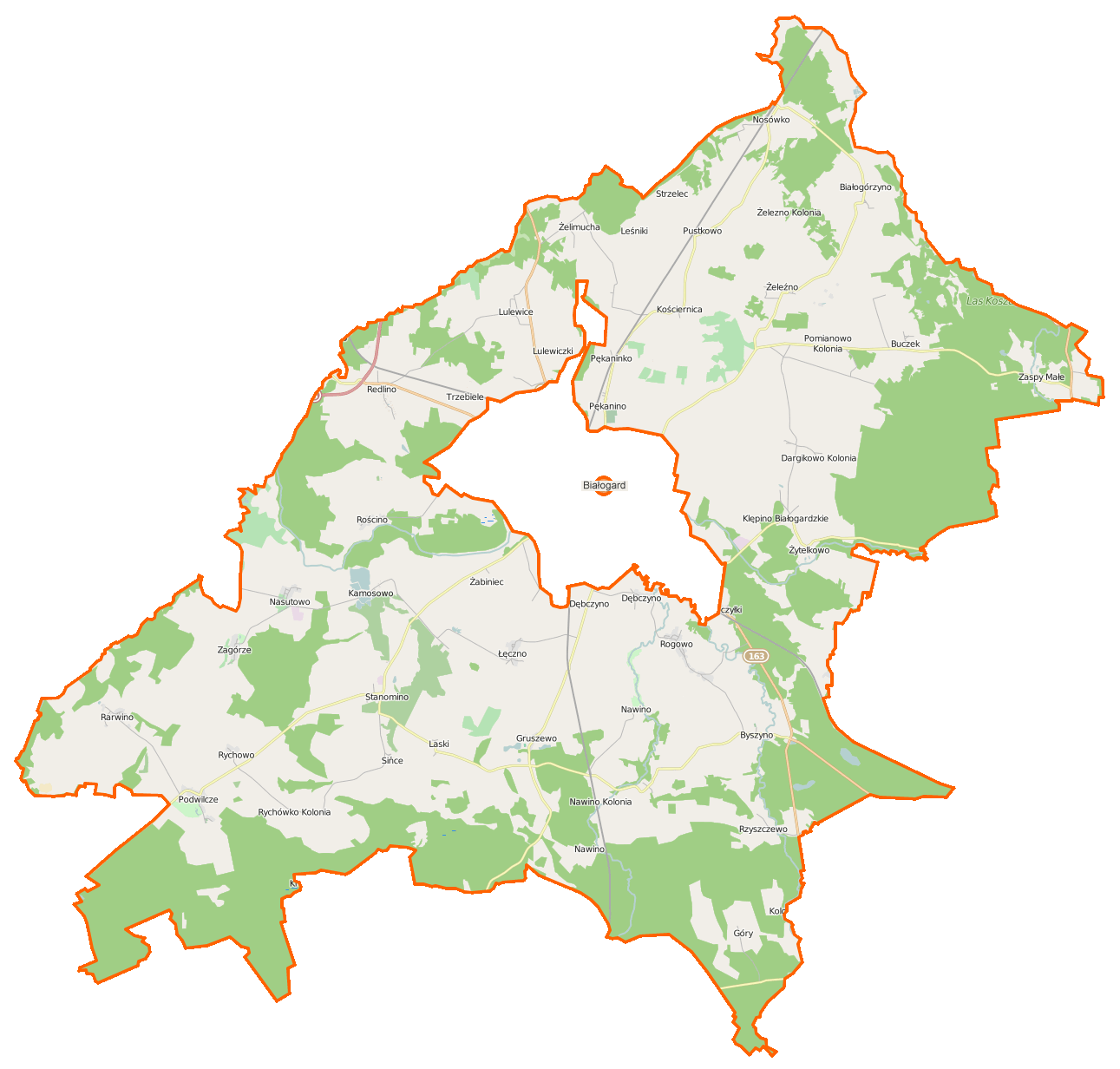
Carte de la gmina de Białogard.